# El Higo Prieto
El Higo Prieto är en ort i Mexiko.   Den ligger i kommunen Tlatlaya och delstaten Mexiko, i den södra delen av landet, 160 km sydväst om huvudstaden Mexico City. El Higo Prieto ligger 614 meter över havet och antalet invånare är 214.
Terrängen runt El Higo Prieto är varierad. El Higo Prieto ligger nere i en dal. Runt El Higo Prieto är det ganska glesbefolkat, med 47 invånare per kvadratkilometer. Närmaste större samhälle är Santa Ana Zicatecoyan, 9,6 km öster om El Higo Prieto. I omgivningarna runt El Higo Prieto växer huvudsakligen savannskog.